# Martí
Martí är en ort i Kuba.   Den ligger i provinsen Matanzas, i den nordvästra delen av landet, 150 km öster om huvudstaden Havanna. Martí ligger 44 meter över havet och antalet invånare är 13 439.
Terrängen runt Martí är platt. Runt Martí är det ganska tätbefolkat, med 134 invånare per kvadratkilometer. Närmaste större samhälle är Máximo Gómez, 12,4 km väster om Martí. Trakten runt Martí består till största delen av jordbruksmark.